# Derby du Caire
Le Derby du Caire oppose les deux meilleures équipes du football égyptien et africain, le club d'Al Ahly et le club du Zamalek. Cette rivalité a été considérée par la FIFA comme l'une des plus féroces au monde.
C'est la rivalité la plus vielle (la première rencontre a eu lieu lors d'un match amical le 9 février 1917 avec une victoire de Al Ahly 1-0) et la plus disputé d'Afrique avec plus de 200 matches officielles.

## Histoire
Depuis leur création, les deux clubs sont les meilleurs clubs d'Égypte et d'Afrique.
Al Ahly est le club de football le plus couronné d'Afrique. Il est désigné « club africain du XXe siècle » en 2000 par la Confédération africaine de football. 
Zamalek est lui classé 2e club africain du XXe siècle.
Les supporters des deux clubs peuvent être violents, comme lors d'un match de la saison 1971-1972, qui a provoqué de la violence dans la foule et provoqué l'arrêt du reste de la saison. De nombreux combats, blessures et décès ont été signalés avant que les choses ne deviennent plus contrôlées en raison du régime autoritaire égyptien. Pourtant, de nombreux combats et émeutes se produisent encore après les matchs de derby entre les deux groupes de fans, ce qui a conduit le gouvernement à envoyer un nombre encore plus élevé de forces de sécurité dans le stade pendant le derby. Le nombre de combats a augmenté avec la popularité croissante du mouvement "ultras".
En 2018, World Soccer Magazine a sélectionné le Derby du Caire comme le 10e derby le plus féroce du monde. Outre les quelque 50 millions d'audience à la télévision nationale, le derby est très suivis dans le monde arabe et dans le monde entier.
En 2020, ils s'affrontent en finale de la Ligue des champions de la CAF (première fois que deux clubs d'un même pays s'affrontent en finale) et c'est Al Ahly qui l'emporte 2-1.

## Matchs
| Date              | #    | Rencontre       | Score         | Compétition                                           |
| ----------------- | ---- | --------------- | ------------- | ----------------------------------------------------- |
| 17 mars 1924      | 1er  | Zamalek-Al Ahly | 1-1           | Coupe du Sultan Hussein (1/2 finale)                  |
| 21 mars 1924      | 2e   | Zamalek-Al Ahly | 2-0           | Coupe du Sultan Hussein (1/2 finale rejouer)          |
| 1926              | 3e   | Zamalek-Al Ahly | 0-3           | Ligue du Caire                                        |
| 1926              | 4e   | Zamalek-Al Ahly | 0-2           | Ligue du Caire                                        |
| 1927              | 5e   | Zamalek-Al Ahly | 1-2           | Ligue du Caire                                        |
| 1928              | 6e   | Zamalek-Al Ahly | 3-0           | Ligue du Caire                                        |
| 1928              | 7e   | Zamalek-Al Ahly | 0-0           | Ligue du Caire                                        |
| 20 avril 1928     | 8e   | Zamalek-Al Ahly | 0-1           | Coupe d'Égypte (finale)                               |
| 1929              | 9e   | Zamalek-Al Ahly | 1-0           | Ligue du Caire                                        |
| 15 mars 1929      | 10e  | Zamalek-Al Ahly | 0-1           | Coupe d'Égypte (1/4 de finale)                        |
| 7 mars 1930       | 11e  | Zamalek-Al Ahly | 3-1           | Coupe du Sultan Hussein (1/2 finale)                  |
| 1930              | 12e  | Zamalek-Al Ahly | 2-2           | Ligue du Caire                                        |
| 1930              | 13e  | Zamalek-Al Ahly | 0-4           | Ligue du Caire                                        |
| 1930              | 14e  | Zamalek-Al Ahly | 3-3           | Ligue du Caire                                        |
| 1931              | 15e  | Zamalek-Al Ahly | 1-1           | Ligue du Caire                                        |
| 1931              | 16e  | Zamalek-Al Ahly | 2-1           | Ligue du Caire                                        |
| 26 juin 1931      | 17e  | Zamalek-Al Ahly | 1-4           | Coupe d'Égypte (finale)                               |
| 1932              | 18e  | Al Ahly-Zamalek | 3-3           | Ligue du Caire                                        |
| 1932              | 19e  | Zamalek-Al Ahly | 0-0           | Ligue du Caire                                        |
| 6 mai 1932        | 20e  | Zamalek-Al Ahly | 2-1           | Coupe d'Égypte (finale)                               |
| 1933              | 21e  | Zamalek-Al Ahly | 3-2           | Ligue du Caire                                        |
| 24 mars 1933      | 22e  | Al Ahly-Zamalek | 3-1           | Coupe d'Égypte (1/2 finale)                           |
| 1934              | 23e  | Zamalek-Al Ahly | 0-3           | Ligue du Caire                                        |
| 11 mai 1934       | 24e  | Zamalek-Al Ahly | 3-0           | Coupe d'Égypte (1/2 finale)                           |
| 1935              | 25e  | Zamalek-Al Ahly | 1-2           | Ligue du Caire                                        |
| 1935              | 26e  | Zamalek-Al Ahly | 1-3           | Ligue du Caire                                        |
| 10 mai 1935       | 27e  | Zamalek-Al Ahly | 3-0           | Coupe d'Égypte (finale)                               |
| 1936              | 28e  | Zamalek-Al Ahly | 0-2           | Ligue du Caire                                        |
| 1937              | 29e  | Zamalek-Al Ahly | 1-1           | Coupe du Sultan Hussein (premier tour)                |
| 2 avril 1937      | 30e  | Zamalek-Al Ahly | 2-1           | Coupe du Sultan Hussein (premier tour rejouer)        |
| 30 avril 1937     | 31e  | Zamalek-Al Ahly | 1-1           | Coupe d'Égypte (1/4 de finale)                        |
| 14 mai 1937       | 32e  | Zamalek-Al Ahly | 2-2           | Coupe d'Égypte (1/4 de finale rejouer)                |
| 30 mai 1937       | 33e  | Zamalek-Al Ahly | 0-5           | Coupe d'Égypte (1/4 de finale rejouer)                |
| 1937              | 34e  | Zamalek-Al Ahly | 1-5           | Ligue du Caire                                        |
| 1937              | 35e  | Zamalek-Al Ahly | 1-4           | Ligue du Caire                                        |
| 6 mai 1938        | 36e  | Zamalek-Al Ahly | 0-2           | Coupe du Sultan Hussein (1/2 finale)                  |
| 13 mai 1938       | 37e  | Zamalek-Al Ahly | 1-1           | Coupe d'Égypte (finale)                               |
| 2 décembre 1938   | 38e  | Zamalek-Al Ahly | 1-0           | Coupe d'Égypte (finale rejouer)                       |
| 1938              | 39e  | Zamalek-Al Ahly | 2-0           | Ligue du Caire                                        |
| 1938              | 40e  | Zamalek-Al Ahly | 1-5           | Ligue du Caire                                        |
| 1939              | 41e  | Zamalek-Al Ahly | 1-3           | Ligue du Caire                                        |
| 1939              | 42e  | Zamalek-Al Ahly | 0-2           | Ligue du Caire                                        |
| 1939              | 43e  | Zamalek-Al Ahly | 1-3           | Ligue du Caire                                        |
| 1940              | 44e  | Zamalek-Al Ahly | 4-3           | Ligue du Caire                                        |
| 1941              | 45e  | Zamalek-Al Ahly | 2-4           | Ligue du Caire                                        |
| 17 mai 1942       | 46e  | Al Ahly-Zamalek | 3-0           | Coupe d'Égypte (finale)                               |
| 1942              | 47e  | Zamalek-Al Ahly | 6-0           | Ligue du Caire                                        |
| 1942              | 48e  | Al Ahly-Zamalek | 3-1           | Ligue du Caire                                        |
| 1943              | 49e  | Zamalek-Al Ahly | 2-1           | Ligue du Caire                                        |
| 1943              | 50e  | Zamalek-Al Ahly | 0-2           | Ligue du Caire                                        |
| 2 juin 1944       | 51e  | Zamalek-Al Ahly | 6-0           | Coupe d'Égypte (finale)                               |
| 1944              | 52e  | Zamalek-Al Ahly | 0-0           | Ligue du Caire                                        |
| 1945              | 53e  | Zamalek-Al Ahly | 2-0           | Ligue du Caire                                        |
| 1945              | 54e  | Zamalek-Al Ahly | 1-2           | Ligue du Caire                                        |
| 1946              | 55e  | Zamalek-Al Ahly | 0-1           | Ligue du Caire                                        |
| 1947              | 56e  | Zamalek-Al Ahly | 0-0           | Ligue du Caire                                        |
| 1947              | 57e  | Zamalek-Al Ahly | 1-1           | Ligue du Caire                                        |
| 1947              | 58e  | Zamalek-Al Ahly | 0-1           | Ligue du Caire                                        |
| 21 mars 1948      | 59e  | Al Ahly-Zamalek | 1-2           | Coupe d'Égypte (1/2 finale)                           |
| 1948-1949         | 60e  | Zamalek-Al Ahly | 2-2           | Championnat d'Égypte                                  |
| 1948-1949         | 61e  | Al Ahly-Zamalek | 4-1           | Championnat d'Égypte                                  |
| 29 avril 1949     | 62e  | Zamalek-Al Ahly | 1-3           | Coupe d'Égypte (finale)                               |
| 1949-1950         | 63e  | Zamalek-Al Ahly | 0-0           | Championnat d'Égypte                                  |
| 1949-1950         | 64e  | Al Ahly-Zamalek | 2-0           | Championnat d'Égypte                                  |
| 1950-1951         | 65e  | Zamalek-Al Ahly | 0-2           | Championnat d'Égypte                                  |
| 1950-1951         | 66e  | Al Ahly-Zamalek | 3-0           | Championnat d'Égypte                                  |
| 11 mai 1952       | 67e  | Zamalek-Al Ahly | 2-1           | Coupe d'Égypte (finale)                               |
| 1952-1953         | 68e  | Zamalek-Al Ahly | 2-2           | Championnat d'Égypte                                  |
| 1952              | 69e  | Zamalek-Al Ahly | 1-1           | Ligue du Caire                                        |
| 1952              | 70e  | Zamalek-Al Ahly | 1-1           | Ligue du Caire                                        |
| 8 mai 1953        | 71e  | Al Ahly-Zamalek | 4-1           | Coupe d'Égypte (finale)                               |
| 1952-1953         | 72e  | Al Ahly-Zamalek | 0-0           | Championnat d'Égypte                                  |
| 1953-1954         | 73e  | Zamalek-Al Ahly | 1-1           | Championnat d'Égypte                                  |
| 1953-1954         | 74e  | Al Ahly-Zamalek | 4-2           | Championnat d'Égypte                                  |
| 1954-1955         | 75e  | Zamalek-Al Ahly | 1-1           | Championnat d'Égypte                                  |
| 1954-1955         | 76e  | Al Ahly-Zamalek | 2-0           | Championnat d'Égypte                                  |
| 1955-1956         | 77e  | Zamalek-Al Ahly | 2-1           | Championnat d'Égypte                                  |
| 1955-1956         | 78e  | Al Ahly-Zamalek | 2-2           | Championnat d'Égypte                                  |
| 1956-1957         | 79e  | Zamalek-Al Ahly | 0-2           | Championnat d'Égypte                                  |
| 1957              | 80e  | Zamalek-Al Ahly | 2-2           | Ligue du Caire                                        |
| 1956-1957         | 81e  | Al Ahly-Zamalek | 1-1           | Championnat d'Égypte                                  |
| 1957-1958         | 82e  | Zamalek-Al Ahly | 1-1           | Championnat d'Égypte                                  |
| 9 mai 1958        | 83e  | Zamalek-Al Ahly | 0-0           | Coupe d'Égypte (finale)                               |
| 13 mai 1958       | 84e  | Al Ahly-Al Ahly | 2-2           | Coupe d'Égypte (finale rejouer, le titre est partagé) |
| 1957-1958         | 85e  | Al Ahly-Zamalek | 3-1           | Championnat d'Égypte                                  |
| 1958-1959         | 86e  | Zamalek-Al Ahly | 1-1           | Championnat d'Égypte                                  |
| 1958              | 87e  | Zamalek-Al Ahly | 0-3           | Ligue du Caire                                        |
| 24 avril 1959     | 88e  | Zamalek-Al Ahly | 2-1           | Coupe d'Égypte (finale)                               |
| 1958-1959         | 89e  | Al Ahly-Zamalek | 2-0           | Championnat d'Égypte                                  |
| 1959-1960         | 90e  | Zamalek-Al Ahly | 2-1           | Championnat d'Égypte                                  |
| 1959-1960         | 91e  | Al Ahly-Zamalek | 2-1           | Championnat d'Égypte                                  |
| 1960-1961         | 92e  | Zamalek-Al Ahly | 1-4           | Championnat d'Égypte                                  |
| 1960-1961         | 93e  | Al Ahly-Zamalek | 1-3           | Championnat d'Égypte                                  |
| 1961-1962         | 94e  | Zamalek-Al Ahly | 0-3           | Championnat d'Égypte                                  |
| 1961-1962         | 95e  | Al Ahly-Zamalek | 3-0           | Championnat d'Égypte                                  |
| 1962-1963         | 96e  | Zamalek-Al Ahly | 1-1           | Championnat d'Égypte                                  |
| 1964-1965         | 97e  | Zamalek-Al Ahly | 2-1           | Championnat d'Égypte                                  |
| 1964-1965         | 98e  | Al Ahly-Zamalek | 2-2           | Championnat d'Égypte                                  |
| 1965-1966         | 99e  | Zamalek-Al Ahly | 2-0           | Championnat d'Égypte                                  |
| 1965-1966         | 100e | Al Ahly-Zamalek | 2-2           | Championnat d'Égypte                                  |
| 1966-1967         | 101e | Zamalek-Al Ahly | 1-1           | Championnat d'Égypte                                  |
| 1966-1967         | 102e | Al Ahly-Zamalek | 0-1           | Championnat d'Égypte                                  |
| 1971-1972         | 103e | Zamalek-Al Ahly | 2-1           | Championnat d'Égypte                                  |
| 1972-1973         | 104e | Zamalek-Al Ahly | 0-1           | Championnat d'Égypte                                  |
| 1972-1973         | 105e | Al Ahly-Zamalek | 1-1           | Championnat d'Égypte                                  |
| 1974-1975         | 106e | Zamalek-Al Ahly | 1-2           | Championnat d'Égypte                                  |
| 1974-1975         | 107e | Al Ahly-Zamalek | 0-0           | Championnat d'Égypte                                  |
| 1976-1977         | 108e | Zamalek-Al Ahly | 0-0           | Championnat d'Égypte                                  |
| 1976-1977         | 109e | Al Ahly-Zamalek | 2-1           | Championnat d'Égypte                                  |
| 1977-1978         | 110e | Zamalek-Al Ahly | 0-1           | Championnat d'Égypte                                  |
| 28 avril 1978     | 111e | Al Ahly-Zamalek | 4-2           | Coupe d'Égypte (finale)                               |
| 1977-1978         | 112e | Al Ahly-Zamalek | 0-0           | Championnat d'Égypte                                  |
| 1978-1979         | 113e | Zamalek-Al Ahly | 1-1           | Championnat d'Égypte                                  |
| 1978-1979         | 114e | Al Ahly-Zamalek | 1-1           | Championnat d'Égypte                                  |
| 1979-1980         | 115e | Zamalek-Al Ahly | 1-2           | Championnat d'Égypte                                  |
| 1979-1980         | 116e | Al Ahly-Zamalek | 0-0           | Championnat d'Égypte                                  |
| 1980-1981         | 117e | Zamalek-Al Ahly | 0-0           | Championnat d'Égypte                                  |
| 1980-1981         | 118e | Al Ahly-Zamalek | 0-2           | Championnat d'Égypte                                  |
| 1981-1982         | 119e | Zamalek-Al Ahly | 0-0           | Championnat d'Égypte                                  |
| 1981-1982         | 120e | Al Ahly-Zamalek | 1-1           | Championnat d'Égypte                                  |
| 1982-1983         | 121e | Zamalek-Al Ahly | 1-1           | Championnat d'Égypte                                  |
| 1982-1983         | 122e | Al Ahly-Zamalek | 1-0           | Championnat d'Égypte                                  |
| 1983-1984         | 123e | Zamalek-Al Ahly | 2-2           | Championnat d'Égypte                                  |
| 1983-1984         | 124e | Al Ahly-Zamalek | 0-1           | Championnat d'Égypte                                  |
| 1984-1985         | 125e | Zamalek-Al Ahly | 2-1           | Championnat d'Égypte                                  |
| 1984-1985         | 126e | Al Ahly-Zamalek | 1-0           | Championnat d'Égypte                                  |
| 4 aout 1985       | 127e | Al Ahly-Zamalek | 3-2           | Coupe d'Égypte (finale)                               |
| 1985-1986         | 128e | Zamalek-Al Ahly | 1-1           | Championnat d'Égypte                                  |
| 1985-1986         | 129e | Al Ahly-Zamalek | 2-2           | Championnat d'Égypte                                  |
| 1986-1987         | 130e | Zamalek-Al Ahly | 1-0           | Championnat d'Égypte                                  |
| 1986-1987         | 131e | Al Ahly-Zamalek | 2-1           | Championnat d'Égypte                                  |
| 1987-1988         | 132e | Zamalek-Al Ahly | 2-1           | Championnat d'Égypte                                  |
| 1987-1988         | 133e | Al Ahly-Zamalek | 1-1           | Championnat d'Égypte                                  |
| 1988-1989         | 134e | Zamalek-Al Ahly | 0-0           | Championnat d'Égypte                                  |
| 28 avril 1989     | 135e | Al Ahly-Zamalek | 2-1           | Coupe d'Égypte (finale)                               |
| 1988-1989         | 136e | Al Ahly-Zamalek | 1-0           | Championnat d'Égypte                                  |
| 1989-1990         | 137e | Zamalek-Al Ahly | 0-0           | Championnat d'Égypte                                  |
| 1990-1991         | 138e | Zamalek-Al Ahly | 0-1           | Championnat d'Égypte                                  |
| 1990-1991         | 139e | Al Ahly-Zamalek | 0-2           | Championnat d'Égypte                                  |
| 6 aout 1991       | 140e | Al Ahly-Zamalek | 2-0           | Coupe d'Égypte (1/2 finale)                           |
| 1991-1992         | 141e | Zamalek-Al Ahly | 0-1           | Championnat d'Égypte                                  |
| 1991-1992         | 142e | Al Ahly-Zamalek | 0-1           | Championnat d'Égypte                                  |
| 26 juin 1992      | 143e | Al Ahly-Zamalek | 2-1           | Coupe d'Égypte (finale)                               |
| 1992-1993         | 144e | Zamalek-Al Ahly | 1-0           | Championnat d'Égypte                                  |
| 1992-1993         | 145e | Al Ahly-Zamalek | 0-1           | Championnat d'Égypte                                  |
| 1993-1994         | 146e | Zamalek-Al Ahly | 0-3           | Championnat d'Égypte                                  |
| 16 janvier 1994   | 147e | Zamalek-Al Ahly | 1-0           | Supercoupe de la CAF                                  |
| 1993-1994         | 148e | Al Ahly-Zamalek | 0-2           | Championnat d'Égypte                                  |
| 1994-1995         | 149e | Zamalek-Al Ahly | 1-1           | Championnat d'Égypte                                  |
| 1994-1995         | 150e | Al Ahly-Zamalek | 0-0           | Championnat d'Égypte                                  |
| 1995-1996         | 151e | Al Ahly-Zamalek | 2-0           | Championnat d'Égypte                                  |
| 1995-1996         | 152e | Zamalek-Al Ahly | 0-0           | Championnat d'Égypte                                  |
| 1996-1997         | 153e | Zamalek-Al Ahly | 1-3           | Championnat d'Égypte                                  |
| 1996-1997         | 154e | Al Ahly-Zamalek | 0-0           | Championnat d'Égypte                                  |
| 1997-1998         | 155e | Zamalek-Al Ahly | 0-2           | Championnat d'Égypte                                  |
| 1997-1998         | 156e | Al Ahly-Zamalek | 0-0           | Championnat d'Égypte                                  |
| 1998-1999         | 157e | Zamalek-Al Ahly | 1-2           | Championnat d'Égypte                                  |
| 1998-1999         | 158e | Al Ahly-Zamalek | 2-0           | Championnat d'Égypte                                  |
| 1999-2000         | 159e | Zamalek-Al Ahly | 0-2           | Championnat d'Égypte                                  |
| 1999-2000         | 160e | Al Ahly-Zamalek | 1-2           | Championnat d'Égypte                                  |
| 2000-2001         | 161e | Zamalek-Al Ahly | 1-1           | Championnat d'Égypte                                  |
| 2000-2001         | 162e | Al Ahly-Zamalek | 1-3           | Championnat d'Égypte                                  |
| 2001-2002         | 163e | Zamalek-Al Ahly | 2-1           | Championnat d'Égypte                                  |
| 2001-2002         | 164e | Al Ahly-Zamalek | 6-1           | Championnat d'Égypte                                  |
| 2002-2003         | 165e | Zamalek-Al Ahly | 3-1           | Championnat d'Égypte                                  |
| 2002-2003         | 166e | Al Ahly-Zamalek | 2-2           | Championnat d'Égypte                                  |
| 28 aout 2003      | 167e | Zamalek-Al Ahly | 0-0 (1-3 tab) | Supercoupe d'Égypte                                   |
| 2003-2004         | 168e | Al Ahly-Zamalek | 1-2           | Championnat d'Égypte                                  |
| 2003-2004         | 169e | Zamalek-Al Ahly | 1-0           | Championnat d'Égypte                                  |
| 2004-2005         | 170e | Zamalek-Al Ahly | 2-4           | Championnat d'Égypte                                  |
| 24 septembre 2005 | 171e | Zamalek-Al Ahly | 1-2           | Ligue des champions de la CAF (1/2 finale aller)      |
| 15 octobre 2005   | 172e | Al Ahly-Zamalek | 2-0           | Ligue des champions de la CAF (1/2 finale retour)     |
| 2004-2005         | 173e | Al Ahly-Zamalek | 3-0           | Championnat d'Égypte                                  |
| 2005-2006         | 174e | Zamalek-Al Ahly | 0-2           | Championnat d'Égypte                                  |
| 2005-2006         | 175e | Al Ahly-Zamalek | 0-0           | Championnat d'Égypte                                  |
| 26 juin 2006      | 176e | Al Ahly-Zamalek | 3-0           | Coupe d'Égypte (finale)                               |
| 2006-2007         | 177e | Zamalek-Al Ahly | 1-2           | Championnat d'Égypte                                  |
| 2006-2007         | 178e | Al Ahly-Zamalek | 0-2           | Championnat d'Égypte                                  |
| 27 juillet 2007   | 179e | Al Ahly-Zamalek | 4-3           | Coupe d'Égypte (finale)                               |
| 2007-2008         | 180e | Zamalek-Al Ahly | 0-1           | Championnat d'Égypte                                  |
| 2007-2008         | 181e | Al Ahly-Zamalek | 2-0           | Championnat d'Égypte                                  |
| 20 juillet 2008   | 182e | Al Ahly-Zamalek | 2-1           | Ligue des champions de la CAF (phase de groupe)       |
| 14 septembre 2008 | 183e | Zamalek-Al Ahly | 2-2           | Ligue des champions de la CAF (phase de groupe)       |
| 2008-2009         | 184e | Zamalek-Al Ahly | 0-0           | Championnat d'Égypte                                  |
| 2008-2009         | 185e | Al Ahly-Zamalek | 1-0           | Championnat d'Égypte                                  |
| 2009-2010         | 186e | Zamalek-Al Ahly | 3-3           | Championnat d'Égypte                                  |
| 2009              | 187e | Al Ahly-Zamalek | 2-0           | Supercoupe d'Égypte                                   |
| 2009-2010         | 188e | Al Ahly-Zamalek | 0-0           | Championnat d'Égypte                                  |
| 26 mai 2010       | 189e | Zamalek-Al Ahly | 1-3           | Coupe d'Égypte (1/8 de finale)                        |
| 2010-2011         | 190e | Zamalek-Al Ahly | 2-2           | Championnat d'Égypte                                  |
| 2010-2011         | 191e | Al Ahly-Zamalek | 0-0           | Championnat d'Égypte                                  |
| 22 juillet 2012   | 192e | Zamalek-Al Ahly | 0-1           | Ligue des champions de la CAF (phase de groupe)       |
| 16 septembre 2012 | 193e | Al Ahly-Zamalek | 1-1           | Ligue des champions de la CAF (phase de groupe)       |
| 24 juillet 2013   | 194e | Zamalek-Al Ahly | 1-1           | Ligue des champions de la CAF (phase de groupe)       |
| 15 septembre 2013 | 195e | Al Ahly-Zamalek | 4-2           | Ligue des champions de la CAF (phase de groupe)       |
| 2013-2014         | 196e | Zamalek-Al Ahly | 0-1           | Championnat d'Égypte                                  |
| 14 septembre 2014 | 197e | Al Ahly-Zamalek | 0-0 (5-4 tab) | Supercoupe d'Égypte                                   |
| 2014-2015         | 198e | Zamalek-Al Ahly | 1-1           | Championnat d'Égypte                                  |
| 2014-2015         | 199e | Al Ahly-Zamalek | 2-0           | Championnat d'Égypte                                  |
| 21 septembre 2015 | 200e | Zamalek-Al Ahly | 2-0           | Coupe d'Égypte (finale)                               |
| 2015-2016         | 201e | Zamalek-Al Ahly | 0-0           | Championnat d'Égypte                                  |
| 15 octobre 2015   | 202e | Zamalek-Al Ahly | 2-3           | Supercoupe d'Égypte                                   |
| 2015-2016         | 203e | Al Ahly-Zamalek | 2-0           | Championnat d'Égypte                                  |
| 8 aout 2016       | 204e | Zamalek-Al Ahly | 3-1           | Coupe d'Égypte (finale)                               |
| 2016-2017         | 205e | Zamalek-Al Ahly | 0-2           | Championnat d'Égypte                                  |
| 10 février 2017   | 206e | Al Ahly-Zamalek | 0-0 (1-3 tab) | Supercoupe d'Égypte                                   |
| 2016-2017         | 207e | Al Ahly-Zamalek | 2-0           | Championnat d'Égypte                                  |
| 2017-2018         | 208e | Zamalek-Al Ahly | 0-3           | Championnat d'Égypte                                  |
| 2017-2018         | 209e | Al Ahly-Zamalek | 1-2           | Championnat d'Égypte                                  |
| 2018-2019         | 210e | Zamalek-Al Ahly | 0-0           | Championnat d'Égypte                                  |
| 2018-2019         | 211e | Al Ahly-Zamalek | 1-0           | Championnat d'Égypte                                  |
| 20 septembre 2019 | 212e | Zamalek-Al Ahly | 2-3           | Supercoupe d'Égypte                                   |
| 2019-2020         | 213e | Al Ahly-Zamalek | 2-0 (forfait) | Championnat d'Égypte                                  |
| 20 février 2020   | 214e | Al Ahly-Zamalek | 0-0 (3-4 tab) | Supercoupe d'Égypte                                   |
| 2019-2020         | 215e | Zamalek-Al Ahly | 3-1           | Championnat d'Égypte                                  |
| 27 novembre 2020  | 216e | Zamalek-Al Ahly | 1-2           | Ligue des champions de la CAF (finale)                |
| 2020-2021         | 217e | Zamalek-Al Ahly | 1-2           | Championnat d'Égypte                                  |
| 2020-2021         | 218e | Al Ahly-Zamalek | 1-1           | Championnat d'Égypte                                  |
| 2021-2022         | 219e | Zamalek-Al Ahly | 3-5           | Championnat d'Égypte                                  |
| 2021-2022         | 220e | Al Ahly-Zamalek | 2-2           | Championnat d'Égypte                                  |
| 21 juillet 2022   | 221e | Al Ahly-Zamalek | 1-2           | Coupe d'Égypte (finale)                               |
| 28 octobre 2022   | 222e | Zamalek-Al Ahly | 0-2           | Supercoupe d'Égypte                                   |
| 2022-2023         | 223e | Zamalek-Al Ahly | 0-3           | Championnat d'Égypte                                  |
| 2022-2023         | 224e | Al Ahly-Zamalek | 4-1           | Championnat d'Égypte                                  |
| 8 mars 2024       | 225e | Zamalek-Al Ahly | 0-2           | Coupe d'Égypte (finale)                               |
| 2023-2024         | 226e | Zamalek-Al Ahly | 2-1           | Championnat d'Égypte                                  |
| 2023-2024         | 227e | Al Ahly-Zamalek | 2-0 (forfait) | Championnat d'Égypte                                  |
| 27 septembre 2024 | 228e | Al Ahly-Zamalek | 1-1 (3-4 tab) | Supercoupe de la CAF                                  |
| 24 octobre 2024   | 229e | Al Ahly-Zamalek | 0-0 (7-6 tab) | Supercoupe d'Égypte                                   |
| 2024-2025         | 230e | Al Ahly-Zamalek | 1-1           | Championnat d'Égypte                                  |
| 2024-2025         | 231e | Zamalek-Al Ahly | 3-0 (forfait) | Championnat d'Égypte (play-off)                       |

## Bilan
|                               | Al Ahly | Nuls | Zamalek | Total |
| Championnat d'Égypte          | 50      | 50   | 30      | 130   |
| Coupe d'Égypte                | 17      | 5    | 11      | 33    |
| Supercoupe d'Égypte           | 4       | 5    | 0       | 9     |
| Coupe du Sultan Hussein       | 1       | 2    | 3       | 6     |
| Ligue du Caire                | 21      | 12   | 9       | 42    |
| Ligue des champions de la CAF | 6       | 3    | 0       | 9     |
| Supercoupe de la CAF          | 0       | 1    | 1       | 2     |
| Total                         | 99      | 78   | 54      | 231   |

Meilleurs buteurs
| Joueurs           | Equipes                  | Buts |
| ----------------- | ------------------------ | ---- |
| Abdel-Karim Sakr  | Al Ahly (10) Zamalek (9) | 19   |
| Mostafa Taha      | Zamalek (12) Al Ahly (3) | 15   |
| Mokhtar El-Tetsh  | Al Ahly                  | 13   |
| Mohamed Aboutrika | Al Ahly                  | 13   |
| Emad Moteab       | Al Ahly                  | 10   |
| Gamal Hamza       | Zamalek                  | 9    |
| Hossam Hassan     | Al Ahly (5) Zamalek (4)  | 9    |
| Alaa El-Hamouly   | Zamalek                  | 8    |
| Saleh Selim       | Al Ahly                  | 8    |
| Toto              | Al Ahly                  | 8    |

## Palmarès
| Al Ahly        | Compétitions                            | Zamalek |
| -------------- | --------------------------------------- | ------- |
| Nationale      |                                         |         |
| 45             | Championnat                             | 14      |
| 39             | Coupe                                   | 29      |
| 15             | Supercoupe                              | 4       |
| 15             | Ligue du Caire                          | 14      |
| 7              | Coupe du Sultan Hussein                 | 2       |
| 1              | Coupe de la Confédération Égyptienne    | 1       |
| 1              | Coupe de la République arabe unie       | 0       |
| 0              | Coupe d'Amitié Égyptienne               | 1       |
| 0              | Ligue d'Octobre                         | 1       |
| 123            | Total                                   | 66      |
| Internationale |                                         |         |
| 12             | Ligue des champions de la CAF           | 5       |
| 4              | Coupe d'Afrique des vainqueurs de coupe | 1       |
| 1              | Coupe de la confédération               | 2       |
| 8              | Supercoupe de la CAF                    | 5       |
| 1              | Coupe Afro-Asiatique                    | 2       |
| 1              | Ligue des champions arabes              | 1       |
| 1              | Coupe arabe des vainqueurs de coupe     | 0       |
| 0              | Supercoupe arabe                        | 2       |
| 28             | Total                                   | 18      |
| 151            | Total cummulé                           | 84      |

## Joueurs majeurs
Ce derby a toujours été un formidable moyen pour les jeunes talents de se faire remarquer. Certains sont entrés dans la légende de ce derby.

### Joueurs de Al Ahly
- Mohamed Aboutrika
- Emad Moteab
- Mohamed Barakat
- Khaled Bipo
- Mahmoud Al-Khatib
- Hazem Abd-Elfattah
- Taher Abouzaid
- Saleh Selim
- Ahmed Shobair
- Wael Gomaa
- Hady Khashaba
- Hassan Hamdy
- Thabet El-Batal
- Flávio Amado
- Ahmad ElAttar
- Mohamed Abd El Wahab
- Essam el-Hadari*
- Mostafa Abdo

### Joueurs du Zamalek
- Hassan Shehata
- Hossam Hassan*
- Ibrahim Hassan*
- Shikabala
- Ashraf Kasem
- Gamal Hamza
- Abdelwahed El-Sayed
- Abdel-Halim Ali
- Farouk Gaafar
- Hazem Emam
- Emmanuel Amunike
- Amr Zaki
- Ismail Youssef
- Ibrahim Youssef
- Nader El-Sayed*
- Ahmed El Kass
- Hani Saïd*
- Mohamed Abdel-Shafi
- Ahmed Gaafar
- Zizo
- Ali Mohsen
- Hussein Yasser*
- Helmy Toulan
- Tarek Yehia
- Ahmed Hassan*
- Ahmed Hossam
- Tarek El-Sayed*
- Beshir Eltabay

* Ces joueurs ont joué pour Al Ahly et le Zamalek durant leur carrière.